# Barville (Orne)
Barville – miejscowość i gmina we Francji, w regionie Normandia, w departamencie Orne.
Według danych na rok 1990 gminę zamieszkiwało 150 osób, a gęstość zaludnienia wynosiła 20 osób/km² (wśród 1815 gmin Dolnej Normandii Barville plasuje się na 736. miejscu pod względem liczby ludności, natomiast pod względem powierzchni na miejscu 682.).